# گامبیتا
گامبیتا (انگلیسی: Gámbita) نام یک منطقه مسکونی در کلمبیا است.